# Panulirus
Panulirus ist eine Gattung der Langusten innerhalb der Zehnfußkrebse. Sie ist zirkumtropisch verbreitet, alle Arten unterliegen mehr oder weniger kommerziellen Interessen.

## Merkmale

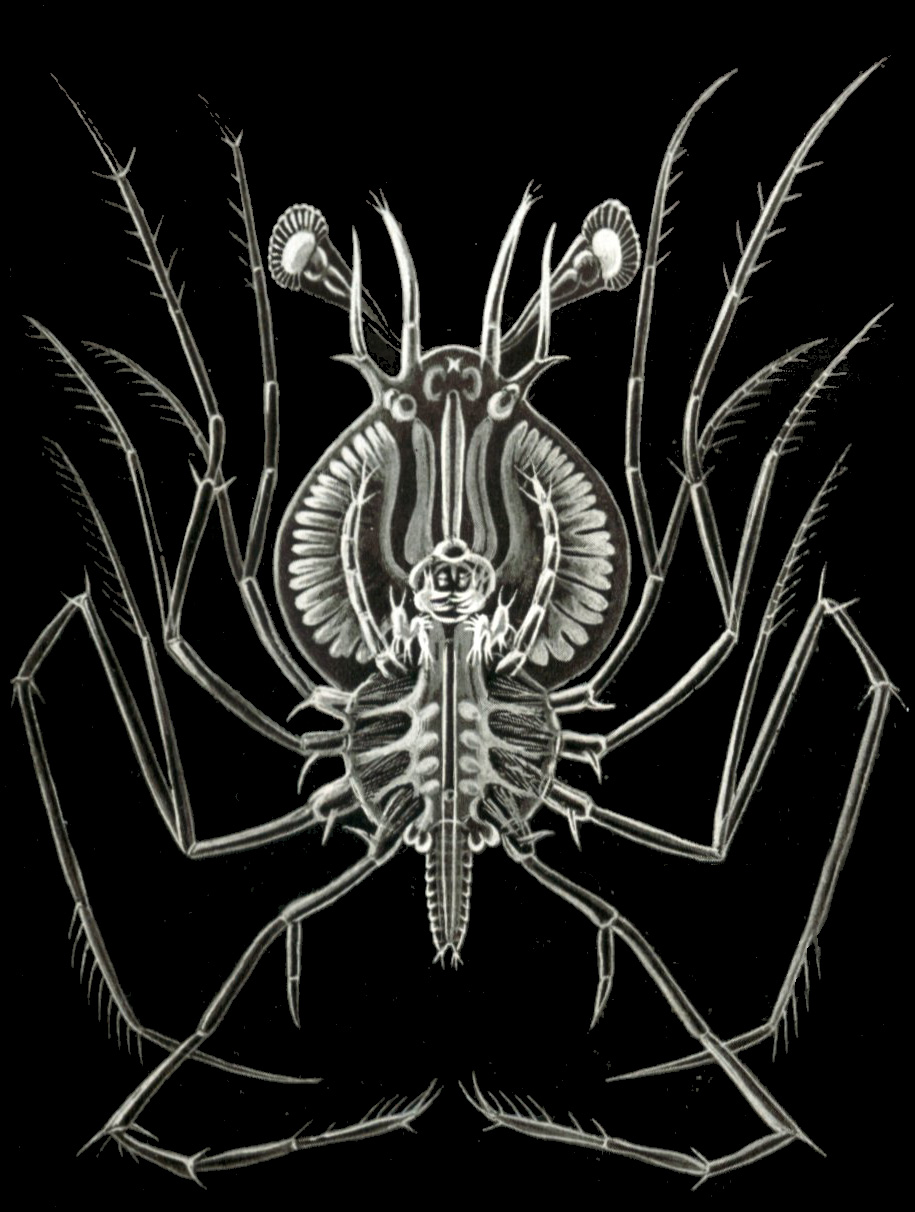
Phyllosoma-Larve, dorsal (nach Ernst Haeckel)

Panulirus besitzen wie alle Langusten keine Scheren, sind meist 15–30, maximal (Kalifornische Languste) 60 cm groß, und oft auffällig gefärbt. Im Vergleich zu den anderen Gattungen der Familie sind die Geißeln der Antennulen sehr lang und übertreffen in ihrer Länge die Basen des zweiten Antennenpaares (antennal peduncle). Ihr Carapax ist fast zylindrisch geformt, manchmal bedornt, die Augenstiele ragen aus eher unvollständigen Höhlen. Die Komplexaugen der Larven und der Adulttiere sind unterschiedlich ausgebildet. Die nicht mehr freischwimmenden Larvenformen und die Adulttiere besitzen sowohl gute Nachtsicht (durch Pigmentverschiebungen), wie auch eine gute Farbdifferenzierung bis in den UV-Bereich und können Polarisationsmuster wahrnehmen. Sie könnten daher (entsprechend Wassertiefe) die Rayleigh-Streuung und somit den Sonnenstand auch bei trüber Witterung erkennen.

## Lebensraum und Lebensweise
Ausgewachsene Tiere leben in tropischen Schelfmeeren oder im Umfeld von Inseln mit festem Untergrund, wo sie sich Verstecke zwischen oder unter Felsen bzw. Riffen suchen. Sie besiedeln häufig die Flachwasserbereiche, seltener Tiefen bis zu 120 Metern (Australische Languste).
Zunächst tritt eine frei schwimmende Phyllosoma-Larve planktisch im tropischen Epipelagial auf. Bevorzugt leben die Larven in Flachwasser- und Uferzonen,  bewachsen mit Seegras oder Rotalgen oder im Mangrovenbereich oder in ufernahen Riffbereichen (Karibik-Languste) oder im höhlenreichen Uferkarst (Australische Languste). Die ersten benthischen Stadien bleiben im Flachwasser zwischen Seegras und Algen, später besiedeln sie etwas tiefere Zonen. Die Larven sind – wie auch die Adulttiere – überwiegend nachtaktiv. Tag-Nacht-Wanderungen sind bekannt: nachts steigen die Larven bis zur Oberfläche, tags sinken sie ab, die älteren tiefer. Sie werden von vielen Fischen als Futter angenommen, aber nur wenige Fische erbeuten größere Mengen (z. B. Psammaperca waigiensis). Nach dem neunten Larvenstadium bildet sich die Adultform.

## Systematik
Die Gattung Panulirus umfasst folgende 21 Arten:
- Karibik-Languste (Panulirus argus (Latreille, 1804))
- Panulirus brunneiflagellum Sekiguchi & George, 2005
- Australische Languste (Panulirus cygnus George, 1962)
- Braune Languste (Panulirus echinatus Smith, 1869)
- Panulirus femoristriga (von Martens, 1872)
- Grüne Languste (Panulirus gracilis Streets, 1871)
- Fleckenlanguste (Panulirus guttatus (Latreille, 1804))
- Kamm-Languste (Panulirus homarus (Linnaeus, 1758))
- Blaue Languste (Panulirus inflatus (Bouvier, 1895))
- Kalifornische Languste (Panulirus interruptus (Randall, 1840))
- Japanische Languste (Panulirus japonicus (von Siebold, 1824))
- Panulirus laevicauda (Latreille, 1817)
- Panulirus longipes (A. Milne Edwards, 1868)
- Panulirus marginatus (Quoy & Gaimard, 1825)
- Schmuck-Languste (Panulirus ornatus (Fabricius, 1798))
- Panulirus pascuensis Reed, 1954
- Panulirus penicillatus (Olivier, 1791)
- Panulirus polyphagus (Herbst, 1793)
- Königslanguste (Panulirus regius De Brito Capello, 1864)
- Panulirus stimpsoni Holthuis, 1963
- Vielfarbige Languste (Panulirus versicolor (Latreille, 1804))